# Episodi di Royal Pains (prima stagione)
La prima stagione della serie televisiva Royal Pains, composta da dodici episodi, è stata trasmessa in prima visione negli Stati Uniti d'America dalla TV via cavo USA Network dal 4 giugno al 27 agosto 2009.
In Italia la stagione è stata trasmessa in prima visione sul digitale terrestre dal canale pay Joi dal 10 settembre al 3 dicembre 2009, mentre in chiaro è stata trasmessa da Italia 1 dal 6 giugno 2010.
| nº | Titolo originale                   | Titolo italiano               | Prima TV USA   | Prima TV Italia   |
| -- | ---------------------------------- | ----------------------------- | -------------- | ----------------- |
| 1  | Pilot                              | Ricominciare (1ª parte)       | 4 giugno 2009  | 10 settembre 2009 |
| 1  | Pilot                              | Ricominciare (2ª parte)       | 4 giugno 2009  | 17 settembre 2009 |
| 2  | There Will Be Food                 | Cibo per tutti                | 11 giugno 2009 | 24 settembre 2009 |
| 3  | Strategic Planning                 | Piano strategico              | 18 giugno 2009 | 1º ottobre 2009   |
| 4  | TB or Not TB                       | Tubercolosi o non tubercolosi | 25 giugno 2009 | 8 ottobre 2009    |
| 5  | No Man is an Island                | Nessun uomo è un'isola        | 9 luglio 2009  | 15 ottobre 2009   |
| 6  | If I Were a Sick Man               | Se io fossi malato            | 16 luglio 2009 | 22 ottobre 2009   |
| 7  | Crazy Love                         | Amore folle                   | 23 luglio 2009 | 29 ottobre 2009   |
| 8  | The Honeymoon's Over               | La luna di miele è finita     | 30 luglio 2009 | 5 novembre 2009   |
| 9  | It's Like Jamais Vu All Over Again | È solo un altro Jamais Vu     | 6 agosto 2009  | 12 novembre 2009  |
| 10 | Am I Blue?                         | Effetti collaterali           | 13 agosto 2009 | 19 novembre 2009  |
| 11 | Nobody's Perfect                   | Nessuno è perfetto            | 20 agosto 2009 | 26 novembre 2009  |
| 12 | Wonderland                         | Il paese delle meraviglie     | 27 agosto 2009 | 3 dicembre 2009   |

## Ricominciare
- Titolo originale: Pilot
- Scritto da: John P. Rogers & Andrew Lenchewski
- Diretto da: Jace Alexander

### Trama
Durante una partita di basket tra amici, un ragazzo sviene improvvisamente e Hank Lawson, uno dei giocatori (nonché primario di un grande ospedale), lo porta di corsa al suo ospedale. Qui comincia ad operarlo quando viene chiamato di corsa dal direttore amministrativo per curare un altro uomo, il signor Gardner, un anziano benefattore dell'ospedale. Il soccorso prestato a Gardner da Hank sembra riuscito e così il dottore decide di tornare dal ragazzo per salvare due vite invece di una sola. La sera, Hank raggiunge la sua fidanzata, nonché futura sposa, a cena e mentre sono a letto insieme, squilla il telefono di casa e Hank viene convocato di corsa in ospedale. È mattina e Hank è seduto di fronte tutti i capi dell'ospedale. Il signor Gardner è morto quella stessa notte, e tutti accusano Hank di non aver prestato la massima cura e attenzione al ricco benefattore dell'ospedale, anziché preoccuparsi di salvare la vita ad "uno qualunque". La conseguenza delle decisioni di Hank è una sola: il licenziamento. La vita di Hank sembra crollare: ha perso il lavoro, nessun altro vuole assumerlo e, in questa situazione, la fidanzata lo lascia. Dopo giorni e giorni persi a guardare la sua vita sparire insieme ai suoi mobili, viene convinto dal suo commercialista, e fratello, Evan a trascorrere un week end negli Hampton. Con riluttanza, Hank viene convinto da Evan a prendere parte ad una festa. Durante il party, una top model si sente male e accorre il medico a domicilio dei ricchi che subito opta per un soccorso a seguito di un'overdose, ma Hank è lì e assiste alla scena. Poco prima che il medico cominci le cure, Hank interviene e corregge la diagnosi del medico riuscendo così a salvare la vita della ragazza. A tutto ciò, assiste il padrone di casa, Boris, che dopo aver mandato via il medico di fiducia, vuole ripagare Hank per il lavoro svolto e, inoltre, gli offre un nuovo lavoro e un nuovo alloggio, ricevendo però il rifiuto del medico. Hank, stanco, decide di andarsene e, all'uscita conosce una ragazza, Jill. Mentre Hank è con Evan in macchina per andare via, quest'ultimo nota una valigetta sul sedile posteriore: vi è allegata una lettera di ringraziamento indirizzata al dottore e dentro c'è un lingotto d'oro puro.

Hank ed Evan durante il primo colloquio di Divya come assistente medica nel loro motel

Dopo la festa, Hank ed Evan stanno cercando di riposare quando squilla il cellulare del dottore: è un uomo, il signor Bryant, che chiede il suo aiuto, dicendosi che si tratta di una questione di vita o di morte. Hank sentendo questa frase, si precipita all'indirizzo dell'uomo e qui, ad accoglierlo c'è un ragazzo, Tucker, il figlio del signor Bryant, che gli dice che nell'elenco di numeri di emergenza lasciatogli dal padre, ad emergenze mediche ha trovato il suo nome. Tucker, spiegandogli che è stato lui a chiamare imitando la voce del padre per essere più credibile, lo accompagna dalla ragazza, Libby, che dopo l'incidente effettuato con una delle 3 Ferrari del padre, solo per andare a prendere un frozen yogurt, ha riportato delle ferite apparentemente lievi. Arrivato dalla ragazza, Hank la controlla e vede che non ha niente di grave. Accompagnato da Tucker, Hank sta per andare via quando il ragazzo si sente male: Hank vede che è emofiliaco e, grazie anche all'aiuto di Libby riesce a salvarlo. Intanto, al motel, Evan riceve la visita prima della top model salvata la sera prima, April e poi di un'altra ragazza, Divya, entrambe alla ricerca di Hank. Quando torna, Hank trova le due ragazze ad aspettarlo e con un tranello tesogli da Evan, decide di rimanere un altro week end negli Hampton. Hank decide di ascoltare una alla volta le ragazze: April gli dice di essere innamorata di lui ma viene respinta da Hank in quanto lui crede essere un amore dovuto al fatto che l'ha salvata ma April, essendo molto determinata, scende ad un compresso: non vedersi per un mese e vedere se quell'amore continua. Ora è il turno di Divya: la ragazza è un assistente medico che ha portato delle bozze di contratto per Hank per il suo nuovo lavoro come medico a domicilio ma il medico è restio e non vuole fare quel lavoro. Mentre Hank, Divya ed Evan stanno discutendo squilla il telefono di Hank e anche questa volta è una donna che chiede il suo aiuto. Accompagnato da Divya, Hank va all'indirizzo della donna che si trova all'ospedale di Hampton e qui incontra di nuovo Jill, scoprendo che è l'amministratrice dell'ospedale. Hank trova la signora Newberg la quale gli dice di aiutarla nel suo problema: durante tutto l'inverno ha lavorato chirurgicamente al suo corpo e ora un seno si è sgonfiato. Hank riesce a risolverle un problema e, visto il lavoro del fratello, Evan dà un nome alla loro nuova società: la HankMed, nonostante le obiezioni del fratello. Hank ancora non vuole accettare quel lavoro e dopo una lunga discussione con Evan, lo convince del suo volere. Ora Hank è solo in camera e riceve la visita di Jill. I due vanno a mangiare insieme ed Hank scopre che anche Jill è d'accordo al lavoro di medico a domicilio. Hank è solo a riflettere sulla spiaggia quando viene raggiunto da Evan con il quale comincia un'intensa chiacchierata. Il giorno dopo, Hank torna da Boris e accetta il nuovo lavoro. Insieme ad Evan si trasferisce così nella dépendance della casa di Boris e prende il posto del vecchio dottore: ora Hank è il nuovo dottore a domicilio dei ricchi.
- Guest star: Tamara Feldman (April), Pascale Hutton (Nikki), Ezra Miller (Tucker Bryant), Meredith Hagner (Libby), Adriane Lenox (Amministratore dell'ospedale), Robert Lupone (Dr. Silver), Christine Ebersole (Ms. Newberg), Campbell Scott (Boris Kuester von Jurgens-Ratenicz).

## Cibo per tutti
- Titolo originale: There Will Be Food
- Scritto da: Michael Rauch
- Diretto da: Don Scardino

### Trama
Evan è sempre più preso e coinvolto dal progetto della HankMed nonostante Hank ancora sia titubante riguardo al progetto del fratello. I due vengono interrotti dalla chiamata di Jill che viene raggiunta da Hank in una casa. Qui una ragazza, nonché vicina di casa di Jill, gli mostra la casa e allora Hank nota sulle braccia della ragazza dei segni e dopo aver appurato cosa fossero, la cura. L'indomani, Hank, Evan e Divya si ritrovano ad un party dopo essere stati invitati da Tucker. Qui viene mostrato un balletto per salutare una ballerina che darà l'addio alle scene. La ragazza, bellissima, fa colpo su Evan e, insieme, vanno a mangiare ad un fast food dopo aver scoperto la voglia della ragazza di trasgredire con il cibo. Evan le compra un hot dog e, dopo il secondo morso, la ragazza sviene. Evan impaurito, chiama Hank, il quale però sembra non trovare niente che non va nella ragazza. L'indomani, la ragazza va da Hank e gli confessa di aver assunto degli integratori per non sentire la fatica. Poco dopo, Hank va a trovare Tucker e qui, incontra suo padre al quale dà dei consigli che però vengono presi in malo modo dall'uomo che decide di licenziare il dottore. Poco dopo, grazie anche all'aiuto di Jill, Hank riesce a curare un uomo al quale era scaduta l'assicurazione. Intanto, a casa, Evan continua il suo corteggiamento e prepara un'ottima cena. La sera Evan e la sua ballerina cominciano a mangiare, ma improvvisamente la ragazza sviene di nuovo. Interviene nuovamente Hank che capisce che sono determinati cibi ad indurle lo svenimento. Il giorno dopo, la ragazza va a salutare il dottore ed Evan, dicendo di aver deciso di viaggiare. Hank va a trovare Tucker con il quale ormai ha instaurato un ottimo rapporto. La sera invece, si vede con Jill, la quale gli confessa di avere un interesse per lui.
- Guest star: Andrew McCarthy (Marshall Bryant), Gillian Jacobs (Tess Frimoli), Ezra Miller (Tucker Bryant), Meredith Hagner (Libby), Michael Mulheren (Jim Harper).

## Piano strategico
- Titolo originale: Strategic Planning
- Scritto da: Andrew Lenchewski
- Diretto da: Jace Alexander

### Trama
Evan è sempre più convinto che la HankMed deve utilizzare un piano strategico combattivo per trovare più clienti e così, mentre sta correndo con Hank, si avvicina ad un ragazzo il quale viene morso da un cane. Hank subito lo soccorre e gli lascia il suo biglietto da visita. Successivamente, Hank viene contattato dalla moglie del senatore la quale vuole che Hank visiti suo figlio per poterlo far giocare in un'importante squadra di football. Hank e Divya si dirigono a casa del senatore dove la donna gli mostra il suo personale studio medico. Hank fa tutti i controlli al ragazzo il quale risulta sanissimo e, scopre poi, che sua madre ha pianificato tutto il suo futuro. Intanto Evan è andato a cercare nuovi acquirenti per il suo studio e si reca dalla signora Newberg la quale è felice di aiutare Hank. Qui Evan conosce la nipote della signora e la invita ad uscire la sera stessa. Hank viene nuovamente chiamato dalla moglie del senatore: il ragazzo sta male. Hank prova a visitarlo ma dice alla donna che deve essere portato in ospedale, trovando però di fronte a sé un muro. Divya allora riesce a chiedere all'ospedale una macchina per la risonanza e, intanto, la sorella del ragazzo confessa ad Hank di aver paura di essere la responsabile. Dopo aver fatto anche la risonanza, il ragazzo invece di migliorare, peggiora. Solo poco dopo, Hank capisce di cosa si tratta: il placcaggio della sorella, ha spinto il ragazzo per terra, facendo sì che una zecca entrasse nel suo orecchio. Tolta la zecca, il ragazzo si risistemerà in poco tempo. Intanto, Evan è nella piscina con la nipote della signora Newberg e due sue amiche. Poco dopo, sulla pelle di tutti e quattro appare uno strano rush cutale al quale Hank riuscirà a rimediare con dei semplici impacchi di aceto. Successivamente, Hank torna in ospedale da Jill per ringraziarla, trovando però la donna scontrosa in quanto il suo operato non può compromettere il suo ospedale. E proprio in ospedale incontra di nuovo il ragazzo morso dal cane e riesce a curargli la mano che stava per fare infezione. La puntata si conclude con Hank che si rifiuta di raccontare dei suoi pazienti a Boris.
- Guest star: Margaret Colin (Lucy Everett), Guillermo Diaz (Benny), Dreama Walker (Melody Everett), Kerry Bishé (Emma Newberg), Christine Ebersole (Ms. Newberg).

## Tubercolosi o non tubercolosi
- Titolo originale: TB or Not TB
- Scritto da: Constance M. Burge
- Diretto da: Constantine Makris

### Trama
Hank e la HankMed vengono chiamati da un ristorante con cucina italiana per eseguire dei controlli per la tubercolosi. Durante gli esami, Hank conosce il capo chef che gli confessa di considerare quel posto come la sua casa e, in contemporanea, Evan conosce Valentina, una giovane aiuto chef, spagnola, molto carina, con cui scambia qualche parola grazie alla sua conoscenza dello spagnolo, dato che la ragazza ancora non parla molto bene l'inglese. Finiti gli esami, Divya ed Evan si ritrovano di fuori a discutere mentre Hank, di ritorno, incontra Jill. I due sembrano finalmente riuscire ad avere un appuntamento, quando, improvvisamente, il capo chef viene portato di corsa in ospedale in seguito ad un ictus. Hank e Jill corrono insieme in ospedale dove, in seguito alla confessione di un cuoco, suo amante, riescono a stimare l'ora approssimativa dell'ictus. I due vanno in camera dalla donna per somministrarle un farmaco, ma scoprono che la donna è fuggita. Intanto, Divya torna al ristorante per assicurarsi che nessuno abbia la tubercolosi: solo Valentina ha una strana reazione. La ragazza fugge e, solo dopo un colloquio con Divya ed Evan (che fa da traduttore), scoprono che in realtà la ragazza è sana, e che la reazione era solo un "falso negativo" dovuto ad un farmaco antitubercolosi somministrato in Europa. Intanto, Hank e Jill hanno poco tempo per salvare la ragazza che è scomparsa. Hank ripensa al colloquio che hanno avuto e corre al ristorante dove la ragazza giace a terra, priva di sensi. Nonostante sia troppo tardi, Hank azzarda e somministra il farmaco alla donna... riuscendo a salvarla. L'indomani, Divya, Evan ed Hank sono invitati al ristorante come ospiti dello chef. Sta per iniziare il pranzo quando Hank se ne va lasciando Divya ed Evan a discutere tra loro e se ne va, finalmente, a pranzo con Jill.
- Guest star: Callie Thorne (Allison Moore), Jennifer Missoni (Valentina Rossi), Matt Burns (Christopher Stevens), Lauren Cohn (Ava Litelli), Daryl Edwards (Dr. Dern), Campbell Scott (Boris Kuester von Jurgens-Ratenicz).

## Nessun uomo è un'isola
- Titolo originale: No Man is an Island
- Scritto da: Carol Flint
- Diretto da: Don Scardino

### Trama
Hank e Jill riescono ad approfondire il loro rapporto quando però, irrompe nella stanza Evan. Dopo aver discusso, i due si recano in aeroporto dove li sta aspettando una facoltosa famiglia che chiede i servigi di Hank nel week end. Divya si occuperà così dei casi di Hank a terra mentre lui e suo fratello saranno in viaggio. Arrivati sull'isola, la donna dice ad Hank di voler indurre il parto perché vuole far nascere lì il suo bambino, trovando però Hank contrariato. La giornata passa ed Hank si rende conto di essere escluso dal mondo su quell'isola in quanto i telefoni, se non il gps usato per le emergenze, non prende. Intanto, Jill sta aspettando una chiamata da Hank dopo il loro incontro, ma da lei va Divya, facendo nascere dei dubbi in lei. Sull'isola, Evan convince uno dei bambini a fare qualcosa insieme e, con l'aiuto del guardiano dell'isola, gli fanno portare la macchina. Qualcosa però va storto e i tre hanno un brutto incidente dal quale usciranno tutti incolumi, tranne l'anziano guardiano. Ora Hank si trova a combattere con la donna incinta e l'uomo ferito, senza avere assistenza ospedaliera. Con qualche problema, riesce a salvare l'uomo e la mano magica di Evan riesce ad aggiustare il telefono permettendo di chiamare i soccorsi. Ora tutti sono in salvo e di nuovo, Jill si ritrova con Divya, trovando in lei un'amica. Assicuratosi delle condizioni di tutti, Hank corre da Jill spiegandole tutto e rinunciando però al lavoro in pronto soccorso che le aveva offerto.
- Guest star: David Alan Basche (Rob Miller), Susan Misner (Claire Grant), James Rebhorn (Will), Jonah Bobo (Arlo Grant), Veanne Cox (Lois) , Jason Kravits (Dr. Dan Irving).

## Se io fossi malato
- Titolo originale: If I Were A Sick Man
- Scritto da: Jon Sherman
- Diretto da: Dennie Gordon

### Trama
Hank e Jill si risvegliano dopo aver passato la notte insieme e Hank, va in cucina per preparare la colazione quando però incontra Tucker. Il ragazzo ha bisogno del supporto dell'amico-dottore in quanto pensa che Libby lo tradisca. Dopo aver rassicurato il ragazzo, Hank accompagna Jill alla macchina e Tucker rimane a parlare con Evan. Poco dopo, Hank riceve la chiamata della signora Newberg così, tutto lo staff della HankMed si reca a casa della donna. Qui, Hank presta i suoi servigi alla domestica che presenta dei sintomi influenzali. Sistemata la faccenda, Hank viene invitato alla festa che si terrà per il cagnolino della signora Newberg. Mentre Hank è ancora a casa della signora Newberg dove visita anche un amico della donna, malato anche lui, Divya ed Evan si recano da un'altra donna che li ha chiamati per essere controllata. Arrivati, la donna però, mostra a Divya gli inviti per il suo fidanzamento, avvenuto tutto all'oscuro della stessa Divya. È arrivato il giorno della festa e Hank è assieme a Jill che però nega di essere una coppia. Alla festa ci sono anche Tucker e Libby i quali hanno una furiosa lite dopo che quest'ultima ha sorpreso il ragazzo a frugare nella sua borsa sotto consiglio di Evan. La cerimonia sta per iniziare ma qualcosa va storto: la signora Newberg ha uno svenimento. Dopo di lei, si ha come una reazione a catena e tutti gli invitati cominciano a sentirsi poco bene. Jill avverte i servizi sanitari che creano una sorta di quarantena per la casa. Hank intanto, cerca di capire cosa stia accadendo e pensa che tutto sia partito dall'amico della donna ma, dopo aver controllato il cane, capisce che è lui la causa di tutto. Costretto ad operarlo, riesce non solo a salvarlo, ma anche a scoprire cosa sia successo e a salvare tutti. Intanto, Tucker e Libby si riappacificano e capiscono che non possono separarsi mentre Jill, dopo essere stata messa di fronte ad una scelta (l'amore per Hank o il lavoro), decide di scegliere l'amore. Più tardi, mentre Hank e Jill stanno parlando, arriva Evan con una macchina bellissima alla quale è allegato un biglietto: è un regalo di ringraziamento per Hank mandatogli dal cane della signora Newberg. Contento per il regalo, Hank decide però di regalarla ad Evan, ora entusiasta per avere anche lui un'automobile tutta sua.
- Guest star: Christine Ebersole (Ms. Newberg), Ezra Miller (Tucker Bryant), Meredith Hagner (Libby), Olga Merediz (Esperanza), Ato Essandoh (Antwon), Arden Myrin (Bonnie Day).

## Amore folle
- Titolo originale: Crazy Love
- Scritto da: Jessica Ball
- Diretto da: Bronwen Hughes

### Trama
Divya è in macchina e, con l'auricolare all'orecchio, è al telefono quando, improvvisamente, una donna su di uno scooter, perde il controllo e finisce fuori strada, così come la stessa Divya. La ragazza subito chiama Hank che presta le prime medicazioni alla ragazza. Poco dopo, Hank è con Jill ed Evan in spiaggia quando arriva Kathy, un'amica di Jill. Le due cominciano a parlare ed Evan prova a flirtare con la ragazza che però lo ignora per poi recarsi da Boris, il quale, sembra finalmente voler finanziare i suoi studi. Evan si reca a casa di Sofia, la ragazza che ha avuto l'incidente con Divya per riscuotere il conto delle cure trovando però il marito restio a ciò, in quanto reputa il conto troppo alto. A casa intanto Hank sta facendo degli esami di routine a Boris. Divya arriva in sostegno ad Evan, decidendo però di offrire la prestazione alla coppia. Evan e Divya escono di casa quando la donna ha un nuovo incidente. Viene chiamato Hank che subito accorre per soccorrere la donna, di nuovo. Hank, vista la diagnosi decide di fare ulteriori controlli alla donna: durante la risonanza magnetica però, qualcosa va storto: dal corpo della donna sembra emergere qualcosa. Hank, con l'aiuto di Divya, si trova costretto ad operarla e, con la sorpresa di tutti, estrae dal corpo della donna un gps. Hank, allibito va dal marito di Sofia che ammette di essere stato lui a far impiantare il gps nel corpo della moglie, per poterla controllare sempre. Tornato a casa, Hank viene chiamato in tutta fretta da Boris: Kathy durante le ricerche ha avuto un incidente. Dal primo esame di Hank sembra che la donna sia stata morsa da uno squalo. L'indomani, Hank racconta dell'accaduto ad Evan che si trova costretto a raccontargli che, casualmente si trovava nella cantina di Boris, dove ha visto lo squalo. Su tutte le furie, Hank va da Boris per chiedere spiegazioni. Intanto, le condizioni di Sofia peggiorano e accorrono da lei Hank e Divya: la donna è stata sottoposta a radiazioni di plutonio mandate dal gps. La donna viene operata e fortunatamente salvata. Arriva in clinica il marito che le confessa di avere problemi economici ma che la ama e Sofia, si trova d'accordo con lui e, felice, gli dice di tornare nella città dove si sono conosciuti. Tornato a casa, Hank riceve i risultati delle analisi di Boris e scopre che qualcosa non va: chiede ulteriori controlli ma, misteriosamente, il campione di sangue del paziente è sparito. Per maggiori informazioni, Hank corre alla stazione dei pullman dove Kathy se ne sta andando in quanto Boris ha ritirato la sua offerta. Nello stesso momento, anche Divya è alla stazione e sta salutando il suo futuro marito, in città per pochi giorni, quando capisce che lo ama veramente. A casa, Hank ancora confuso per lo strano caso di Boris, riceve la visita di Jill e, insieme, i due capiscono che è meglio rallentare le cose e, quindi, prendersi una pausa.
- Guest star: Roselyn Sánchez (Sofia Santos), Eliza Coupe (Katie), William Abadie (Javier Santos), Rupak Ginn (Rajan Bandyopadhyay), Jason Kravits (Dr. Dan Irving), Campbell Scott (Boris Kuester von Jurgens-Ratenicz).

## La luna di miele è finita
- Titolo originale: The Honeymoon's Over
- Scritto da: Jessica Ball
- Diretto da: Eric Laneuville

### Trama
Di prima mattina, Evan prova una conferenza con Hank e Divya per enunciare i suoi propositi, ma il tentativo si rivela vano anche a causa dei ritardi per installare una tv e così, tutti si recano al lavoro. Divya, con Evan, viene chiamata da una donna preoccupata per il marito. I due, si recano sul posto e scoprono si tratta di una sorta di serra affittata dall'uomo per rendere felice la moglie durante il viaggio di nozze. Non appena l'uomo vede Divya ed Evan comincia a discutere sulle capacità della ragazza, offendendola. Divya ne risente e viene sgridata da Evan. Grazie però ai consigli del ragazzo, l'uomo comincia a fidarsi un po' di lei e decide di rivelargli dove ha dolore: l'uomo ha un dolore al pene. Inizialmente imbarazzata, Divya controlla l'uomo e pensa si possa trattare di una malattia sessuale. Per accertarsi di ciò, Divya richiede degli esami che l'uomo però non vuole fare. Intanto, Hank si reca in ospedale per delle analisi dove incontra Jill. Poco dopo, Hank si scontra con un paziente, evidentemente malato, che vuole andarsene. Successivamente l'uomo decide di prendere Hank come suo medico personale. Hank si reca a casa dell'uomo dove scopre essere un famoso scrittore e disegnatore di favole per bambini. Visitato l'uomo, Hank gli segna delle pillole che lo faranno stare meglio. L'indomani, Hank si reca da Divya per visitare l'uomo in luna di miele e, insieme, scoprono che in realtà l'apparente infezione sessuale dell'uomo non era altro che una puntura di insetto. Successivamente, Hank si reca dal suo paziente e scopre che è peggiorato in quanto non ha preso le sue pillole. Infuriato, Hank lo obbliga a curarsi e, fortunatamente l'uomo acconsente. L'indomani, ad una festa organizzata dall'uomo, Hank vi si reca e qui incontra Jill: la donna è molto arrabbiata per il comportamento tenuto da Hank. Poco dopo, i due si incontrano in ufficio e scatta di nuovo qualcosa ma, mentre si stanno baciando, sul cellulare di Jill arriva un messaggio: è Charlie, il suo ex marito.
- Guest star: Lee Tergesen (Zack Kingsley), Katie Finneran (Julie Kingsley), Peter Jacobson (Alan Ryder), Brooklyn Decker (Rachel Ryder), Hoon Lee (Stu).

## È solo un altro Jamais Vu
- Titolo originale: It's Like Jamais Vu All Over Again
- Scritto da: Michael Rauch & Constance M. Burge
- Diretto da: Michael W. Watkins

### Trama
I dottori dell'ospedale di Jill sono impegnati per una gara ippica e anche Hank e HankMed decide di prendervi parte per dare il suo contributo. Poco prima dell'inizio, Divya viene importunata da un altro dottore che, poco dopo prova a colpire Evan, trovando però solo il muro. Il dottore rimane ferito e subito accorre a prestargli soccorso Hank che, successivamente, prenderà il suo posto durante la gara. Intanto, anche i genitori di Divya si presentano e la ragazza è costretta a mentire riguardo alla sua professione, coinvolgendo anche Evan. In contemporanea, Jill incontra Charlie che, successivamente si incontra anche con Hank con il quale ha subito una buona amicizia. Nelle scuderie, una ragazza chiama urlando Hank poiché una sua amica si è sentita male: Hank accorre ma quest'ultima dice di stare bene e non accetta i tranquillanti che gli dà Hank e se ne va. Durante la gara, il padre di Divya ha un attacco e la ragazza si trova costretta ad intervenire sotto gli occhi increduli di entrambi i genitori. Intanto, Divya è in ospedale per assicurarsi riguardo alle condizioni del padre con Evan che le sta accanto. L'indomani, Hank va alla manifestazione e, mentre la bambina si sta esibendo, ha un malanno e sviene, cadendo così da cavallo. Subito, Hank accorre e, aiutato da Divya la soccorrono. Analizzando tutti i sintomi della bambina, Hank capisce che si tratta di un jamais vu, cioè l'opposto del déjà vu, e, dopo aver spiegato al padre di cosa sia affetta sua figlia, le dà delle pillole per farla guarire. Intanto, in ospedale, Evan racconta la verità ai genitori di Divya, ignaro del fatto che loro ancora non sanno. Poco dopo, arriva Divya e si trova così costretta a raccontare tutto. Intanto, Hank si trova con Jill nel suo ufficio e, mentre i due sono di nuovo colti dalla passione, irrompe nella stanza Charlie presentandosi come il marito di Jill.
- Guest star: Bruno Campos (Charlie Casey), David Harbour (Dan Samuels), Molly Ephraim (Beth Samuels), Ken Marks (Dr. Madden), Ajay Mehta (Devesh Katdare), Anna George (Rubina Katdare).

## Effetti collaterali
- Titolo originale: Am I Blue?
- Scritto da: Jon Sherman & Carol Flint
- Diretto da: Jay Chandrasekhar

### Trama
Evan e Divya si trovano in un famoso locale degli Hampton per concludere un'importante trattativa con un facoltoso possibile paziente quando i due si ritrovano a parlare e Divya, viste le precedenti relazioni di Evan, gli consiglia di provare ad instaurare un rapporto di amicizia con una donna. Evan, sicuro delle sue capacità, prova a fare amicizia con diverse donne...invano. Un po' deluso, se ne va e a riportargli la macchina è una ragazza che, entusiasta per la musica che ascolta il ragazzo, comincia a parlarci. Evan così, pensa che lei potrebbe essere una sua amica. L'indomani, Evan va al mare con la nuova amica, la quale, entusiasta per la sua prima volta in spiaggia, si toglie il pezzo sopra del costume, imbarazzando molto Evan. Intanto, Hank si reca a casa da Tucker per il suo compleanno ma una volta arrivato a casa del ragazzo scopre che solo lui e Jill, non avendo twitter, non sono stati avvisati dell'annullamento della festa a causa del ritorno del padre. Ormai a casa di Tucker, Libby li invita a rimanere e si congratula con Jill per la cospicua donazione ottenuta, incuriosendo Hank. Intanto, iniziano i festeggiamenti e, con il padre, si presenta la sua nuova assistente. Mentre stanno brindando a Tucker, la ragazza però si sente male e sviene: subito Hank accorre per salvarla e, insieme a Jill, scopre che la ragazza ha preso un cocktail di pillole associate ad alcool. Subito la ragazza viene portata in ospedale dove è Charlie ad occuparsi di lei. A casa, Hank parla con Jill la quale gli confessa il mittente della donazione: è Boris, il quale l'ha ripagata per un favore che la donna gli ha fatto. L'indomani, Hank viene chiamato da Tucker il quale vorrebbe che il padre si disintossicasse dalle droghe ma, una volta arrivato, Hank riceve un rifiuto dall'uomo e un nuovo licenziamento. Poco dopo però, è Libby a chiamarlo: Hank si precipita da loro e trova Tucker con un brutto livido. Solo dopo averlo mandato con Libby, Hank sgrida il padre per aver fatto ciò al figlio. Solo allora il padre si rende conto di ciò che sta facendo al padre e si convince a cercare aiuto. Hank viene di nuovo chiamato da Tucker e il padre gli mostra un nuovo rimedio alla disintossicazione che però trova contrario il medico che, stizzito, se ne va. L'indomani, Hank viene nuovamente chiamato da Tucker e, quando l'uomo arriva a casa dal ragazzo, trova il padre in coma dopo la cura fatta per disintossicarsi, nonostante i consigli di Hank. Intanto, a casa, Evan riceve la visita della sua nuova amica che, terrorrizzata, gli mostra di essere blu. Evan, spaventato, chiama Hank, il quale manda però Divya così da tenere sotto controllo la situazione a casa di Tucker dopo che l'uomo si sta riprendendo. Divya arriva a casa da Evan e, dopo aver appurato che i due sono veramente solo amici, visita la ragazza e scopre che il colorito blu deriva da un effetto collaterale dovuto a dei farmaci assunti dalla ragazza e dal sole preso al mare. L'indomani, mentre Evan è con Divya, arrivano a casa la nuova amica e il suo ragazzo che vuole picchiare Evan in quanto crede che i due l'abbiano tradito. Per evitare il peggio, interviene allora Divya che dice di essere la ragazza di Evan e lo bacia, sorprendendo il ragazzo. Intanto, Hank torna a casa da Tucker dove il padre si è convinto a farsi aiutare, nascondendo però qualcosa all'uomo. Successivamente, Tucker dice ad Hank che partirà con il padre, nonostante la sua opinione. I due stanno per partire, quando Tucker scopre che il padre gli sta nascondendo delle pasticche e così, chiama Hank e decide di portare il padre in una casa di cura. Intanto, Jill è alle prese con Charlie e le carte del divorzio quando Hank viene portato da Boris, il quale dice all'uomo di poterlo salvare.
- Guest star: Andrew McCarthy (Marshall Bryant), Ezra Miller (Tucker Bryant), Meredith Hagner (Libby), Bruno Campos (Charlie Casey), Peter Scanavino (Mr. Blackman), Anna Wood (Ana), Campbell Scott (Boris Kuester von Jurgens-Ratenicz).

## Nessuno è perfetto
- Titolo originale: Nobody's Perfect
- Scritto da: Jessica Ball & Michael Rauch
- Diretto da: Ken Girotti

### Trama
Hank, di fronte a Boris, non capisce cosa stia succedendo fino a quando il magnate tedesco non spiega che la famiglia dell'uomo morto nell'ospedale di New York, vuole fargli denuncia e vuole addirittura farlo espellere dall'albo dei medici per negligenza. Meravigliato da ciò, Hank chiama Evan per farsi mettere in contatto con il proprio avvocato e, subito dopo chiama Jill per sfogarsi. La donna però, nel suo ospedale sta ancora combattendo con il marito per fargli firmare le carte del divorzio quando scopre che quest'ultimo è ancora innamorato di lei. Intanto, Evan e Divya si trovano alle prese con un paziente molto ricco che però è rimasto ancora anonimo. Per raggiungerlo vengono traghettati con lo yacht di quest'ultimo. In parallelo, a New York, Hank prova a scoprire cosa ci sia che non vada nel corpo di Boris quando, improvvisamente quest'ultimo ha un blocco alla mano: a questo punto, dopo essere guarito, Hank comincia a preoccuparsi davvero e, nel caveau della banca di Boris, costringe l'uomo a confessare una malattia congenita. Arriva il momento dell'incontro con la famiglia denunciante e, appena arriva nell'ufficio, Hank viene assalito dagli avvocati di Boris che gli propongono un accordo per evitare l'espulsione dall'albo, accordo però che Hank non gradisce. Tornando in mare da Evan e Divya, i due scoprono che si stanno recando da un latitante degli Hampton che ha derubato e truffato moltissime famiglie ricche del luogo. Divya comincia subito ad incolpare Evan per la sua avidità quando, improvvisamente, il capitano dello yacht ha un incidente che gli frattura delle costole. Evan, sconvolto dalla visione, prova a chiamare la guardia costiera ma vengono informati dal capitano che per questioni di privacy lo yacht non è rintracciabile. Divya, mantenendo la calma, prova a prestare i primi soccorsi all'uomo, mentre Evan, in preda al panico più totale chiama disperato Hank. Hank, di fronte agli avvocati, risponde al fratello e riesce a procurarsi un pc portatile grazie al quale si mette in contatto visivo con il fratello e Divya. I tre, arrangiandosi con ciò che è presente sulla nave, riescono a prestare soccorso all'uomo che poi, grazie all'arrivo di un'eliambulanza, viene portato in ospedale. Qui, Evan rinuncia all'ingaggio con l'uomo, sorprendendo Divya che si congratula con lui. Intanto, a New York, Hank esce pulito dalla presunta denuncia e, arrivato a casa da Boris decide di curarlo a patto di entrare in possesso di tutto l'albo medico della sua famiglia. Hank torna a casa e subito corre da Jill per dirle di aver capito che vuole restare lì...e con lei. La donna però, confessa al medico di non poter avere una storia con lui perché ha ancora da mettere in chiaro qualche cosa con il marito...forse ha capito di amarlo ancora anche lei?...Hank, un po' deluso torna a casa dove ad aspettarlo c'è Evan. I due stanno parlando quando improvvisamente si presenta Boris: l'uomo accetta le condizioni del medico e gli consegna tutta la documentazione medica della sua famiglia...che però è in tedesco...lingua sconosciuta per Hank!
- Guest star: Bruno Campos (Charlie Casey), Mather Zickel (Capitano Brian), Ivana Miličević (Kylie), Campbell Scott (Boris Kuester von Jurgens-Ratenicz), Joanna Rhinehart (Diana Chase), Dieter Riesle (Dieter).

## Il paese delle meraviglie
- Titolo originale: Wonderland
- Scritto da: Andrew Lenchewski
- Diretto da: Jace Alexander

### Trama
Mentre Hank continua con il suo lavoro di traduzione di tutti i documenti di Boris, Evan cerca di trovare una soluzione per il guaio finanziario in cui si è cacciato. Intanto, Divya è con Raja a sistemare le ultime cose per la loro festa di fidanzamento quando si rende conto che la donna che gli sta mostrando la casa per il ricevimento, ha qualche problema salutare. Subito allora chiama Hank al quale la donna, Zoey, confessa di avere delle allucinazioni la notte che la portano a compiere azioni molto pericolose. La sorella, Amy, incolpa l'idea di Zoey di trasformare la casa di famiglia in un B&B: la casa infatti sente che la ragazza vuole rivoluzionarla e allora reagisce in questa maniera. Hank, stupito per la convinzione della donna, cerca allora una causa medica. Dopo aver fatto diverse analisi, Hank e Divya prendono in considerazione il fattore ambientale e così, insieme ad Evan, cominciano a cercare delle muffe in casa. Durante le ricerche però, Evan trova dei pipistrelli in soffitta e così Hank pensa che siano loro la causa di tutto. La sera, Hank, Evan e Divya si ritrovano a discutere del fatto che, dopo il fidanzamento, Divya potrebbe andarsene e comunicano all'amica che comunque, per lei, ci sarà sempre un posto nella HankMed. Mentre i tre stanno parlando, squilla il telefono della società: è Amy che in preda al panico ha bisogno di loro. I tre accorrono sul posto e trovano Zoey in preda alle allucinazioni sul tetto. Hank sale e cerca di dissuaderla ma con un passo velocissimo, Zoey si butta dal tetto per cadere nello stagno. Visti i sintomi che appaiono solo di notte, Hank decide di rimanere sveglio per provare diverse analisi per controllare se la ragazza soffre, o meno, di encefalite. Mentre aspettano gli esiti delle analisi, Zoey ha di nuovo un forte attacco di tosse che costringe Amy ad entrare in casa per portarle da bere. In quel momento Hank capisce che il malore di Zoey dipende da altro: entra allora in casa e va in cucina dove trova Amy che nel drink della sorella sta mettendo dello sciroppo. Prontamente Hank legge tutti gli ingredienti del medicinali e capisce che è a causa di uno dei componenti che Zoey sta male. Usciti di casa, spiegano tutto a Zoey che, rincuorata, abbraccia la sorella. Il grande giorno di Divya si avvicina ed Hank, ovviamente invitato, incontra Jill la quale vorrebbe scusarsi per il suo comportamento ma Hank le dice che lui sarà lì ad aspettarla, continuando però la sua vita. Intanto, Evan continua a cercare una soluzione per i loro debiti, tenendo però tutto nascosto ad Hank per evitargli questo dispiacere. È arrivato il giorno del fidanzamento di Divya. Non appena Divya vede Hank ed Evan, si avvicina a loro e gli comunica che non intende portare a termine questo fidanzamento. Poco dopo, Evan dopo una telefonata, va al bar dove comincia a bere mentre Hank va con Zoey la quale gli propone di frequentarsi ma Hank le confessa di essere appena uscito da una relazione e, proprio in quel momento, Jill vede Hank con Zoey, fraintendendo il tutto. Poco dopo, è arrivato il momento dello scambio degli anelli ma Divya non riesce a tirarsi indietro e il fidanzamento avviene. Hank intanto raggiunge Evan al bar il quale gli dice che lo stava cercando Jill e, poi, si fa coraggio e confessa che sono al verde. Hank, mantenendo la calma pur essendo infuriato, se ne va dicendo ad Evan che ha perso la sua fiducia in lui. Lasciato il ricevimento di Divya, Hank va da Jill dove però trova Charlie. Hank pensando che ormai Jill ha scelto lui, se ne va mentre la donna caccia di casa Charlie. Tornato a casa, Hank cerca Evan ma non lo trova. Arrivato in cucina, Hank trova un bigliettino di Evan con un messaggio sopra: Hank chiama allora il fratello e, lasciandogli un messaggio in segreteria, gli chiede perché non gli abbia detto che a rubargli i soldi fosse stato il padre.
- Guest star: Samantha Mathis (Amy Hill), Bruno Campos (Charlie Casey), Alexandra Holden (Zoey Hill), Rupak Ginn (Rajan Bandyopadhyay), Ajay Mehta (Devesh Katdare), Anna George (Rubina Katdare).